# Glyphodes alboscapulalis
Glyphodes alboscapulalis is een vlinder uit de familie van de grasmotten (Crambidae), uit de onderfamilie van de Spilomelinae. De wetenschappelijke naam van deze soort is voor het eerst voorgesteld als Margaronia alboscapulalis door Charles Swinhoe in een publicatie uit 1917.
De soort komt voor in Papoea-Nieuw-Guinea en is voor het eerst aangetroffen op Mount Kebea.